# Портативна гральна система
Портативна гральна система (або портативна гральна консоль) — легкий, компактний, портативний електронний пристрій, призначений для гри у відеоігри. Від гральних консолей такі пристрої відрізняються компактністю та мобільністю; гральний контролер, екран і звуковідтворювальні елементи, як правило, є тут частиною самого пристрою.

## Історія
У 1970-х — 1980-х роках кілька компаній, включаючи Coleco і Milton-Bradley, створювали легкі настільні або надолонні електронні ігри. Сьогодні ці пристрої не вважаються гральними консолями, оскільки зазвичай кожне таке пристрій дозволяло грати лише в одну гру. Першим цієї портативної консоллю зі змінними картриджами стала Milton Bradley Microvision, випущена в 1979. Компанія Nintendo стала лідирувати на ринку надолонних пристроїв після випуску Game Boy в 1989.
Починаючи з 1980 року Nintendo стала випускати серію компактних ігор Game & Watch, розроблених Гунпей Екой. Використавши досягнення, що дозволили зробити мікрокалькулятори розміром з кредитну карту, цей інженер розробив гральний пристрій з екраном на рідких кристалах, в кутку якого розташовувався цифровий індикатор-годинники. У пізніших іграх серії вперше з'явився контролер D-pad, що дозволяє вказувати напрямок руху персонажа. Пізніше Екой використовував D-pad для контролера консолі NES, і незабаром після цього D-pad став стандартним елементом гральних контролерів. У ході розробки Game Boy, Екой використав елементи дизайну Game & Watch і NES, включаючи в тому числі і D-pad.
Наприкінці 1980-х — початку 1990-х ринок портативних гральних пристроїв показав новий підйом. Пристрої з кольоровим РК-дисплеєм і підсвічуванням споживали відносно багато енергії, що сильно скорочувало час роботи від батареї, чорно-білий ж екран без підсвічування був досить економічний. На той момент технології портативних перезаряджаються джерел живлення були ще досить незрілими — в цьому криється причина того що набагато просунутіші консолі, такі як Game Gear і Atari Lynx не досягли такого успіху як Game Boy. На ринку пропонувалися акумулятори від сторонніх виробників, але всі вони використовували технологію NiCd, що вимагає для максимальної ефективності повністю розряджати акумулятор перед зарядкою. Сучасніші NiMH акумулятори з'явилися лише наприкінці 1990-х, через роки після того, як Game Gear, Atari Lynx і оригінальний Game Boy були зняті з виробництва.
Сучасні портативні пристрої, такі як Nintendo DS або Sony PSP, використовують акумуляторні Li-Ion батареї відповідного розміру. Інші консолі сьомого покоління, як наприклад GP2X, працюють на алкалінових батарейках.

### Game Boy

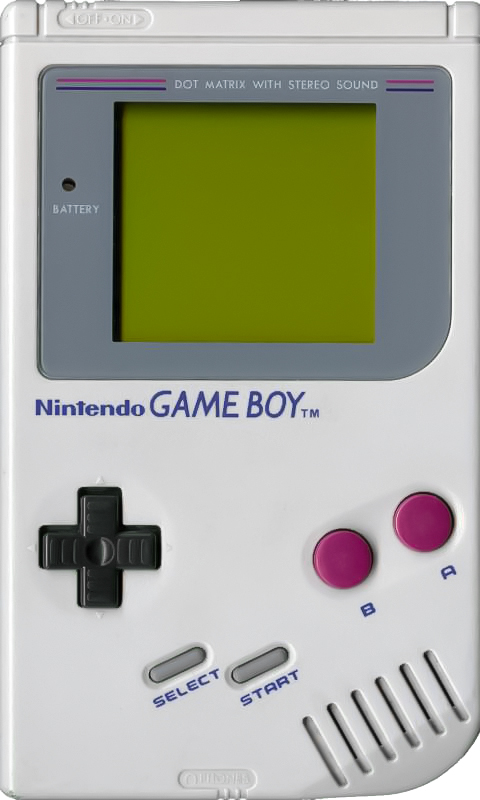
Оригінальний Game Boy

Nintendo випустила Game Boy через п'ять років після провалу іншої гральної системи на картриджах — Palmtex Home-Computer Software Super Micro Cartridge System. Команду розробників очолював Гунпей Екой, будучи також відповідальним за серію Game & Watch і дві гри для NES — Metroid і Kid Icarus. Game Boy виходив на ринок під пильним поглядом критиків, які говорили що монохромний екран пристрою занадто малий, а потужність процесора неадекватна. Але розробники вірили, що турбота про низьку ціну та економії батареї дуже важлива, і в порівнянні з Microvision, Game Boy зробив великий крок вперед.
Екой розумів, що новому пристрою потрібна принаймні одна гра, яка стане визначальною для консолі, з тим щоб покупці стали б купувати консоль заради цієї гри. У червні 1988 року виконавчий директор Nintendo Мінору Аракава продемонстрував гру Тетріс на торговельній виставці. Nintendo придбала права на гру і надавала її разом з Game Boy. Практично відразу ця пара стала хітом продажів.

### N-Gage

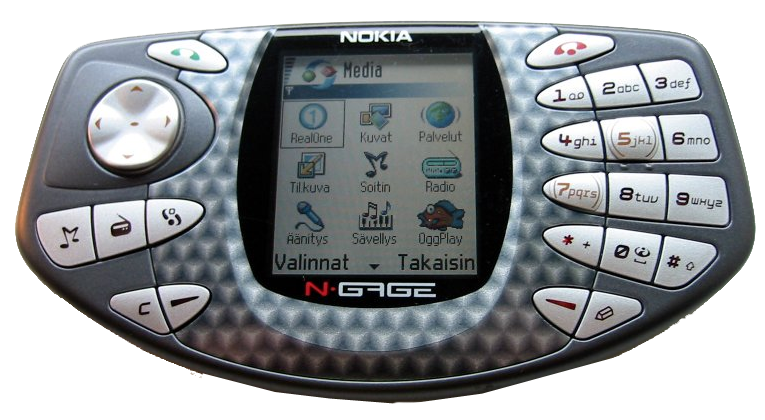

### Atari Lynx
У 1987 році компанія Epix завершила розробку Handy — портативного грального пристрою, що лягло в основу Atari Lynx — портативної консолі, випущена в 1989 році. Це була перша кольорова портативна гральна система, перша система з підсвічуванням екрану, і перша система з підтримкою мережевої гри (до 17 гравців). Lynx можна було перевернути, адаптувавши для шульги. Однак, всі ці можливості пропонувалися за досить високою ціною, що змушує споживачів шукати дешевші альтернативи. Консоль була досить громіздкою, швидко відбирала заряд батарей і, на відміну від інших приставок, не мала підтримки сторонніх виробників. Через високу ціну, малий час роботи від батарей, недостатні обсяги виробництва, брак хороших ігор і агресивну маркетингову кампанію Nintendo, незважаючи на редизайн консолі в 1991 році, Lynx виявився комерційним провалом. Але попри це, такі компанії як Telegames триматися консолі «на плаву» ще довгий час, і коли новий власник Hasbro віддав права на розробку суспільним надбанням, незалежні розробники, такі як Songbird, навіть випускали комерційні ігри для цієї системи, щороку до 2004 року.

### Nintendo DS
Nintendo DS була випущена в листопаді 2004 року. Серед нових можливостей був поділ на два екрани, сенсорний екран, бездротовий зв'язок і мікрофон. Як і в Game Boy Advance SP, DS має дизайн «розкладачки». Нижній екран чутливий до натиснення і призначений для дотику стилусом або пальцями. Крім того, є і набір «класичних» елементів управління — D-pad, кнопки A, B, X, Y, «плечові» кнопки, «Select» і «Start». Є можливість підключення через WiFi до сервісу Nintendo Wi-Fi Connection, або утворення локальної бездротової мережі (до 16 гравців) для спільної гри. Зберігається зворотна сумісність з іграми для Game Boy Advance, але не Game Boy / Game Boy Color.

### Nintendo Switch
Докладніше:Nintendo Switch
Випущена в 2017 році, Switch поєднує портативність з можливістю підключення до телевізора. Через це вона є гібридною консолю. Це дозволяє гравцям грати вдома або в дорозі. За весь час було випущено декілька варіацій Nintendo Switch:
- Nintendo Switch v1: Вийшла у 2017 році, ця версія має 6,2-дюймовий екран, можливість використання як портативної консолі і підключення до телевізора.
- Nintendo Switch Lite: Представлена у 2019 році, ця версія більш компактна та менш важка за оригінал. Вона не має можливості підключення до телевізора, відсутня вібрація, не має від’єднуючих Joy-con. Але є чудовим варіантом для тих, хто шукає лише портативний досвід гри.
- Nintendo Switch v2: З'явилась у 2019 році з покращеним акумулятором, що дозволяє триваліше грати в режимі портативної консолі без підзарядки.
- Nintendo Switch OLED: Випущена у 2021 році, ця версія має 7-дюймовий OLED екран, що забезпечує кращу якість зображення. Вона також має покращені аудіосистему, опору та збільшену внутрішню пам'ять до 64 Гб.